# Бранковци
Бранковци су насеље у Србији у општини Босилеград у Пчињском округу. Према попису из 2022. било је 43 становника.
Овде се налази Црква Светог Харалампија у Бранковцима.

## Демографија
У насељу Бранковци живе 74 пунолетна становника, а просечна старост становништва износи 56,2 година (56,5 код мушкараца и 56,0 код жена). 2002. године у насељу је било 50 домаћинстава, а просечан број чланова по домаћинству био је 2,32.
Ово насеље је углавном насељено Бугарима (према попису из 2002. године), а у последња три пописа, примећен је пад у броју становника.
|  |

| Демографија | Демографија | Демографија |
| Година      | Становника  | Становника  |
| ----------- | ----------- | ----------- |
| 1948.       | 356         |             |
| 1953.       | 366         |             |
| 1961.       | 342         |             |
| 1971.       | 290         |             |
| 1981.       | 210         |             |
| 1991.       | 143         | 143         |
| 2002.       | 116         | 116         |
| 2011.       | 77          |             |
| 2022.       | 43          |             |

| Година пописа     | 1948. | 1953. | 1961. | 1971. | 1981. | 1991. | 2002. |
| ----------------- | ----- | ----- | ----- | ----- | ----- | ----- | ----- |
| Број домаћинстава | 76    | 80    | 79    | 76    | 63    | 52    | 50    |

| Број чланова      | 1  | 2  | 3  | 4 | 5 | 6 | 7 | 8 | 9 | 10 и више | Просек |
| ----------------- | -- | -- | -- | - | - | - | - | - | - | --------- | ------ |
| Број домаћинстава | 17 | 15 | 10 | 4 | 1 | 3 | 0 | 0 | 0 | 0         | 2,32   |

| Пол    | Укупно | Неожењен/Неудата | Ожењен/Удата | Удовац/Удовица | Разведен/Разведена | Непознато |
| ------ | ------ | ---------------- | ------------ | -------------- | ------------------ | --------- |
| Мушки  | 54     | 16               | 31           | 7              | 0                  | 0         |
| Женски | 51     | 10               | 30           | 10             | 1                  | 0         |
| УКУПНО | 105    | 26               | 61           | 17             | 1                  | 0         |

| Пол    | Укупно                    | Пољопривреда, лов и шумарство | Рибарство                            | Вађење руде и камена | Прерађивачка индустрија       |
| ------ | ------------------------- | ----------------------------- | ------------------------------------ | -------------------- | ----------------------------- |
| Мушки  | 26                        | 14                            | 0                                    | 0                    | 1                             |
| Женски | 17                        | 16                            | 0                                    | 0                    | 1                             |
| УКУПНО | 43                        | 30                            | 0                                    | 0                    | 2                             |
| Пол    | Производња и снабдевање   | Грађевинарство                | Трговина                             | Хотели и ресторани   | Саобраћај, складиштење и везе |
| Мушки  | 0                         | 4                             | 1                                    | 0                    | 2                             |
| Женски | 0                         | 0                             | 0                                    | 0                    | 0                             |
| УКУПНО | 0                         | 4                             | 1                                    | 0                    | 2                             |
| Пол    | Финансијско посредовање   | Некретнине                    | Државна управа и одбрана             | Образовање           | Здравствени и социјални рад   |
| Мушки  | 0                         | 0                             | 1                                    | 1                    | 0                             |
| Женски | 0                         | 0                             | 0                                    | 0                    | 0                             |
| УКУПНО | 0                         | 0                             | 1                                    | 1                    | 0                             |
| Пол    | Остале услужне активности | Приватна домаћинства          | Екстериторијалне организације и тела | Непознато            | Непознато                     |
| Мушки  | 1                         | 0                             | 0                                    | 1                    | 1                             |
| Женски | 0                         | 0                             | 0                                    | 0                    | 0                             |
| УКУПНО | 1                         | 0                             | 0                                    | 1                    | 1                             |

| Етнички састав према попису из 2002.‍ | Етнички састав према попису из 2002.‍ | Етнички састав према попису из 2002.‍ | Етнички састав према попису из 2002.‍ | Етнички састав према попису из 2002.‍ |
| ------------------------------------ | ------------------------------------ | ------------------------------------ | ------------------------------------ | ------------------------------------ |
|                                      |                                      |                                      |                                      |                                      |
| Бугари                               | Бугари                               |                                      | 92                                   | 79,31%                               |
| Југословени                          | Југословени                          |                                      | 19                                   | 16,37%                               |
| Срби                                 | Срби                                 |                                      | 2                                    | 1,72%                                |
| Македонци                            | Македонци                            |                                      | 1                                    | 0,86%                                |
| непознато                            | непознато                            |                                      | 1                                    | 0,86%                                |

| Етнички састав према попису из 2022.‍ | Етнички састав према попису из 2022.‍ | Етнички састав према попису из 2022.‍ | Етнички састав према попису из 2022.‍ | Етнички састав према попису из 2022.‍ |
| ------------------------------------ | ------------------------------------ | ------------------------------------ | ------------------------------------ | ------------------------------------ |
|                                      |                                      |                                      |                                      |                                      |
| Срби                                 | Срби                                 |                                      | 16                                   | 37,2%                                |
| Бугари                               | Бугари                               |                                      | 12                                   | 27,9%                                |
| неизјашњени                          | неизјашњени                          |                                      | 5                                    | 11,6%                                |
| непознато                            | непознато                            |                                      | 8                                    | 18,6%                                |